# Ernst Heinrich av Sachsen
Ernst Heinrich av Sachsen Ernst Heinrich Ferdinand Franz Joseph Otto Maria Melchiades, född 9 december 1896 i Dresden, död 14 juni 1971 i Neckarhausen, son till Fredrik August III av Sachsen.
Gift 1921 med Sophie av Luxemburg (1902-1941) och ingick ett andra äktenskap (morganatiskt) 1947 med Virginia Dulon (1910-2002).

## Barn
- Dedo (1922-2009)
- Timo (1923-1982); gift 1:o (morganatiskt) 1952 med Margit Lukas (1932-1957); gift 2:o (morganatiskt) 1966 (skilda 1974) med Charlotte Schwindack (1919-  ); gift 3:o (morganatiskt) 1974 med Erna Eilts (1921- ).
- Gero (1925-2003)